# Municipio de Springfield (condado de Lucas)
El municipio de Springfield (en inglés: Springfield Township) es un municipio ubicado en el condado de Lucas en el estado estadounidense de Ohio. En el año 2010 tenía una población de 26193 habitantes y una densidad poblacional de 468,83 personas por km².

## Geografía
El municipio de Springfield se encuentra ubicado en las coordenadas 41°37′10″N 83°43′47″O / 41.61944, -83.72972. Según la Oficina del Censo de los Estados Unidos, el municipio tiene una superficie total de 55.87 km², de la cual 55.72 km² corresponden a tierra firme y (0.26%) 0.15 km² es agua.

## Demografía
Según el censo de 2010, había 26193 personas residiendo en el municipio de Springfield. La densidad de población era de 468,83 hab./km². De los 26193 habitantes, el municipio de Springfield estaba compuesto por el 83.87% blancos, el 9.7% eran afroamericanos, el 0.23% eran amerindios, el 2.5% eran asiáticos, el 0.02% eran isleños del Pacífico, el 1.08% eran de otras razas y el 2.6% pertenecían a dos o más razas. Del total de la población el 4.21% eran hispanos o latinos de cualquier raza.